# Fleet Rehabilitation and Modernization

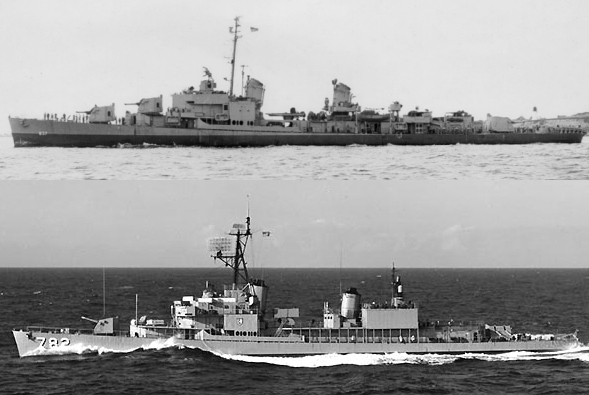
Původní vzhled torpédoborce třídy Gearing USS Sarsfield (DD-837) a níže torpédoborec stejné třídy USS Rowan (DD-782) po modernizaci FRAM I

Fleet Rehabilitation and Modernization (FRAM) byl modernizační program námořnictva Spojených států amerických z doby studené války. Jeho cílem bylo prodloužit životnost amerických válečných lodí z druhé světové války, zejména modernizovat druhoválečné torpédoborce pro plnění role protiponorkových plavidel, aby mohly čelit stovkám ponorek sovětského námořnictva. Vztahovala se i na letadlové lodě a mateřské lodě torpédoborců. Program FRAM měl námořnictvu pomoci získat čas na postavených nové generace válečných lodí.

## Historie

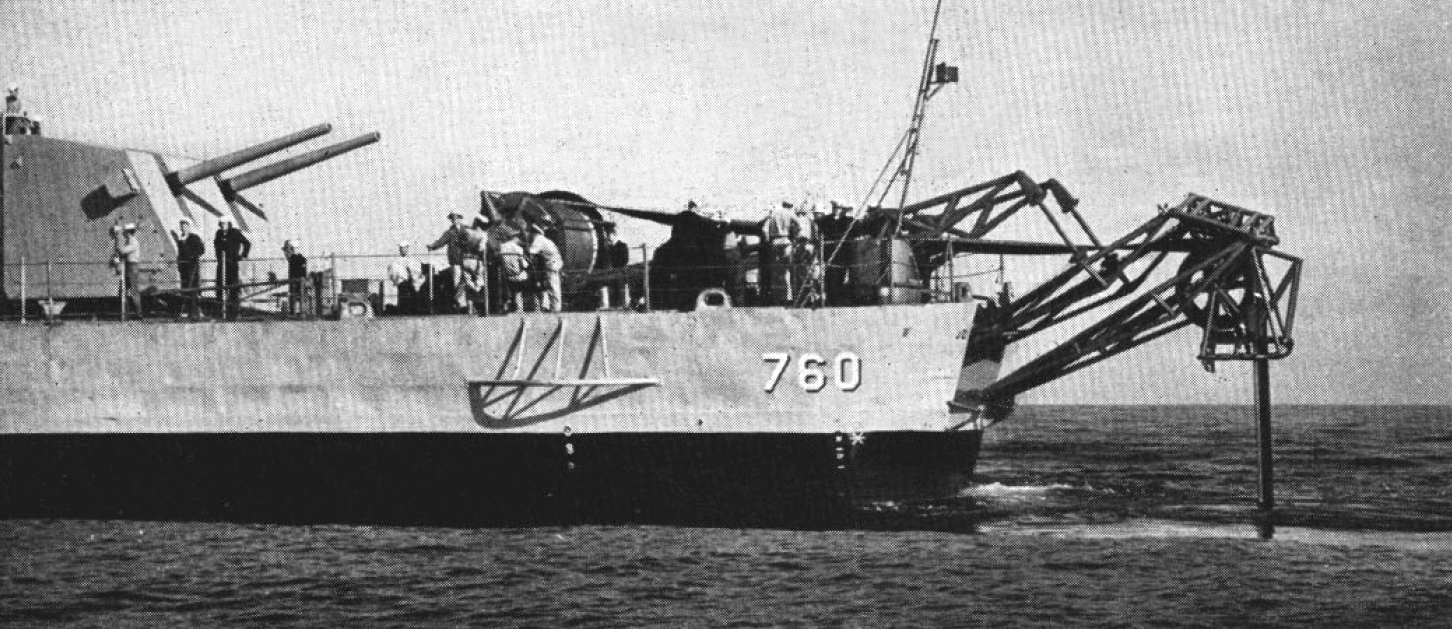
Americký torpédoborec USS John W. Thomason (DD-760) při testování sonaru s měnitelnou hloubkou ponoru SQA-8 pro program FRAM. Nakonec byl použit modernizovaný sonar SQA-10.

Na konci 50. let americké námořnictvo provozovalo přibližně 800 plavidel pocházejících z doby druhé světové války, z toho 300 torpédoborců, které přestávaly stačit pro plnění nových úkolů. Zároveň se vyrovnávalo s novou hrozbou stovek ponorek sovětského námořnictva, které bylo jeho hlavním rivalem za studené války. Reakcí byl program FRAM, zahájený za velení admirála Arleigh Burka. Jeho cílem bylo prodloužení životnosti druhoválečných torpédoborců spojené se změnou jejich hlavního zaměření na protiponorkový boj. Jádrem modernizace byla integrace nových zbraní do jejich výzbroje. Jednalo se o raketová torpéda RUR-5 ASROC, protiponorkový dron Gyrodyne QH-50 DASH a torpédomety Mk.32. Všechny tři systémy sloužily k vypouštění lehkých 324mm protiponorkových torpéd Mk.44. Modernizace FRAM měla dva hlavní stupně (Mark I a Mark II, jinak též FRAM I, FRAM II) lišící se svým rozsahem. Třetí stupeň (Mark III, neboli FRAM III) nakonec nebyl realizován.
V programu FRAM byly v letech 1960–1965 dokončeny modernizace 133 torpédoborců tříd Fletcher (3 ks), Allen M. Sumner (33 ks) a Gearling (95 ks). Na úroveň FRAM I bylo modernizováno 79 plavidel (všechny třídy Gearing) a na úroveň FRAM II 42 plavidel (šest třídy Gearing, 33 třídy Allen M. Sumner a tři třídy Fletcher). Do modernizace se zapojilo deset loděnic: Boston Navy Yard, Brooklyn Navy Yard, Hunters Point Naval Shipyard (San Francisko), Charleston Naval Shipyard, Long Beach Naval Shipyard, Mare Island Naval Shipyard, Norfolk Navy Yard, Pearl Harbor Naval Shipyard, Puget Sound Naval Shipyard a Philadelphia Naval Shipyard. Modernizovány byl rovněž tendry torpédoborců (například třídy Dixie a Shenandoah).

## Konstrukce

### FRAM I

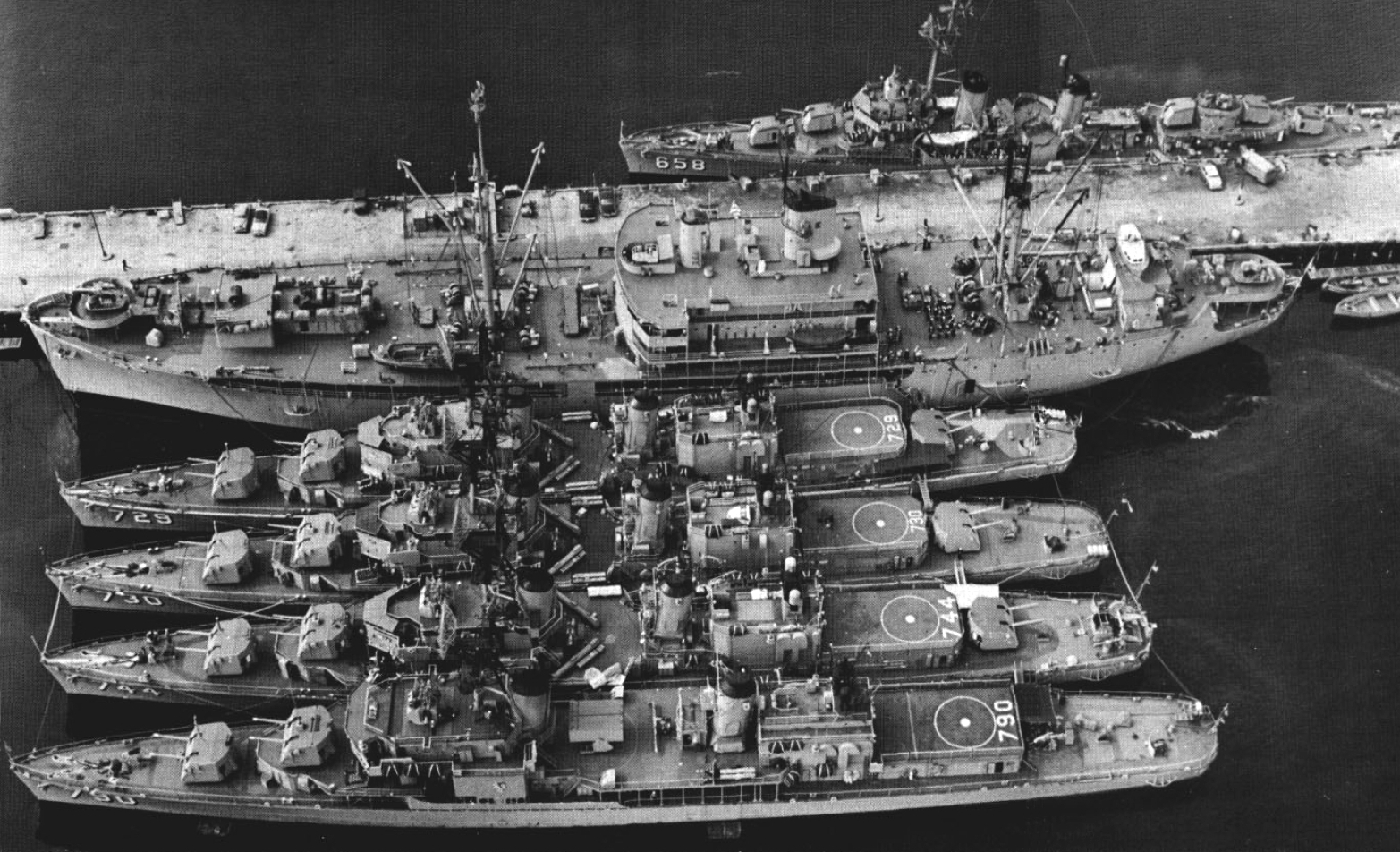
Čtveřice modernizovaných torpédoborců kotvících u tendru USS Bryce Canyon (AD-36). Tři torpédoborce byly modernizovány na úroveň FRAM II (USS Lyman K. Swenson, USS Collett a USS Blue) a čtvrtý (nejníže) na úroveň FRAM I (USS Shelton). Patrná je u něj absence zadní dělové věže a naopak přítomnost raketových torpéd RUR-5 ASROC mezi komíny.

Rozsáhlá modernizace zaměřená na torpédoborce třídy Gearing. Znamenala kompletní přestavbu nástaveb, opravu pohonného systému, výměnu elektroniky a výzbroje. Instalován byl trupový sonar SQS-23, sonar s měnitelnou hloubkou ponoru SQA-10 a vyhledávací radar SPS-10, raketová torpéda RUR-5 ASROC, protiponorkový dron Gyrodyne QH-50 DASH s přistávací plochou a hangárem a dva trojité 324mm torpédomety Mk.32.

### FRAM II
Omezená modernizace zaměřená na torpédoborce třídy Allen M. Sumner. Obvykle zahrnovala nové radary, sonar s měnitelnou hloubkou ponoru SQA-10, protiponorkový dron Gyrodyne QH-50 DASH a dva trojité 324mm torpédomety Mk.32. Všechny tři dělové věže byly zachovány.

#### SCB-144
V rámci programu FRAM II bylo v letech 1962–1965 sedm letadlových lodí třídy Essex upraveno podle projektu SCB-144 na protiponorkové letadlové lodě. Lodě dostaly nový sonar SQS-23 a modernizované bojové informační středisko. Z jejich palub operovaly především protiponorkové letouny Grumman S-2 Tracker a protiponorkové vrtulníky.